# Rhagonycha kobiensis
Rhagonycha kobiensis es una especie de coleóptero de la familia Cantharidae.

## Distribución geográfica
Habita en Rusia.